# Рихтер, Александр Вильгельмович
Александр Вильгельмович Рихтер (1804—1849) — библиограф, архивист, директор библиотеки Московского университета.

## Биография
Сын В. М. Рихтера, брат В. М. Рихтера. Окончил Благородный пансион при Московском университете (1821). Поступил на службу в Московский архив Коллегии иностранных дел, где работал вместе с Д. В. Веневетиновым, С. П. Шевырёвым, В. П. Титовым, И. В. Киреевским. В 1829 назначен суббиблиотекарем, а в 1833 — библиотекарем архива Коллегии. Частый посетитель московских литературных салонов, одно время жил в доме А. П. Елагиной у Красных ворот — одном из центров литературной жизни Москвы, был знаком с А. С. Пушкиным и др. известными писателями. Слыл большим знатоком ботаники, дружил с М. А. Максимовичем, заведовавшим Ботаническим садом Московского университета, куда в 1836 от Рихтера поступило 100 видов итальянских растений. В дальнейшем хорошее знание Рихтером литературы по ботанике и другим естественным наукам содействовало пополнению фонда библиотеки Московского университета книгами из этих областей.
Оставив службу в архиве Коллегии по состоянию здоровья, несколько лет жил за границей. По возвращении в Москву (1837) принял должность суббиблиотекаря библиотеки Московского университета при Е. Ф. Корше. После ухода Корша (1841) Рихтер стал директором библиотеки Московского университета. При Рихтере была заведена инвентарная книга для записи изданий, полученных от книгопродавцов и авторов.
Деятельность Рихтера, как библиотекаря совпала с периодом, когда попечитель Московского университета С. Г. Строганов увлёкся приобретением для университетской библиотеки книжных редкостей. В это же время вдовой попечителя университета М. Н. Муравьёва была пожертвована семейная библиотека Муравьёвых (4067 томов). В 1849 была приобретена библиотека профессора К. К. Гофмана (472 книги). Сам Рихтер завещал Московскому университету библиотеку своего отца, состоявшую из 963 сочинений.
Руководитель библиотеки МОИП (1840—1841).
Похоронен на Введенском кладбище (13 уч.).